# Чапразлије
Чапразлије су насељено мјесто у Босни и Херцеговини, у граду Ливну, које административно припада Федерацији Босне и Херцеговине. Према попису становништва из 2013 године, у насељу је живио 51 становник.

## Географија
Чапразлије су смештене на путу између села Прово и Доњи Рујани, у доњем Ливањском пољу, на око 25 километара од Ливна. Пре рата Чапразлије су биле већински српско село, док данас готово и да нема сталних становника.

## Историја

### Други свјетски рат
У Чапразлијама усташе и мештани католици убили су око 200 Срба мушкараца, жена и деце, а куће им опљачкали и запалили.

## Становништво
Године 1991. у селу је живело 198 становника, од чега 158 Срба и 40 Хрвата.
| Националност       | 1991. | 1981. | 1971. | 1961. |
| Срби               | 158   | 208   | 299   | 434   |
| Хрвати             | 40    | 56    | 135   | 213   |
| Југословени        |       | 19    |       | 4     |
| Црногорци          |       | 1     |       |       |
| остали и непознато |       | 8     | 1     |       |
| Укупно             | 198   | 292   | 436   | 651   |

| Демографија | Демографија | Демографија |
| Година      | Становника  | Становника  |
| ----------- | ----------- | ----------- |
| 1961.       | 651         |             |
| 1971.       | 436         |             |
| 1981.       | 292         |             |
| 1991.       | 198         |             |
| 2013.       | 51          |             |

### Презимена
После Другог светског рата, па до деведесетих година 20. века у Чапразлијама су живеле следеће породице: Ћурковић, Хрговић, Ђапић, Перајица, Лунић, Ловрић, Матковић, Стојић, Гарић, Михаљица, Бошковић, Гранић, Ђуран, Марчета, Маљковић, Коњикушић, Савић, Радић, Кисо, Шуњка.